# Zwalista Turniczka

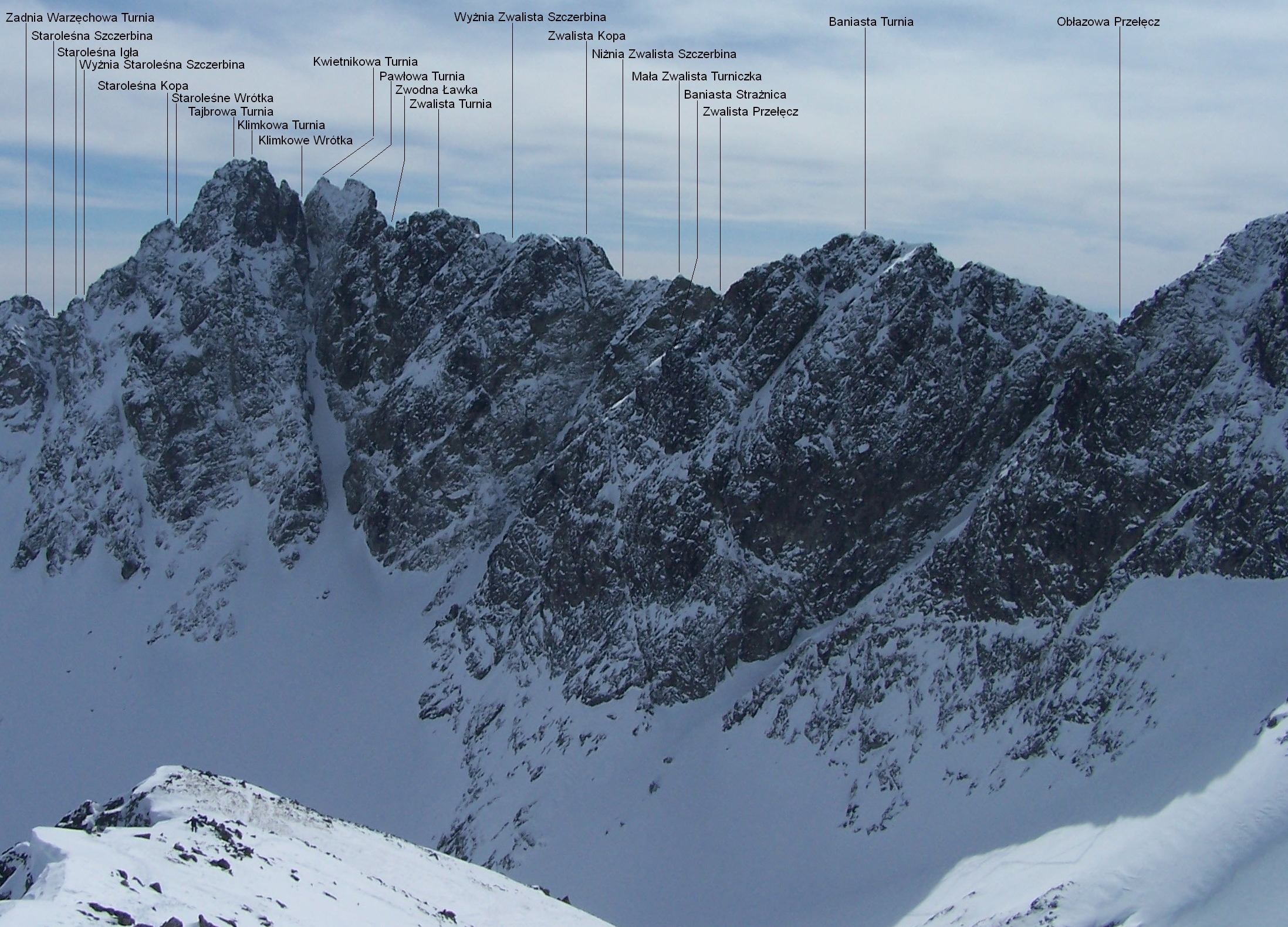
Widok ze Świstowego Szczytu

Zwalista Turniczka (słow. Weszterova vežička, niem. Weszter-Türmchen, węg. Weszter-tornyocska) – niewielka turnia w słowackich Tatrach Wysokich, w bocznej grani odchodzącej na południowy wschód od Małej Wysokiej. Znajduje się pomiędzy Zwalistą Przełęcza a Niżnią Zwalistą Szczerbiną. Wznosi się na wysokość 2390 m. Turniczka to monolit granitowy. W kierunku zachodnim, do Kotliny pod Rohatką opada stromą ścianą obramowaną przez dwa ramiona żlebków opadających z przełęczy po obydwu jej stronach. Pod nimi spory stożek piargowy.
Nazywana bywa też Małą Zwalistą Turniczką.
Przez grań z turniczką nie wiodą żadne znakowane szlaki turystyczne. Polskie nazewnictwo turniczki pochodzi od Zwalistej Turni, natomiast nazwy niemiecka, słowacka i węgierska zostały nadane na cześć Paula Wesztera, który w 1888 r. wraz ze swymi szwagrami założył miejscowość Tatrzańska Polanka.

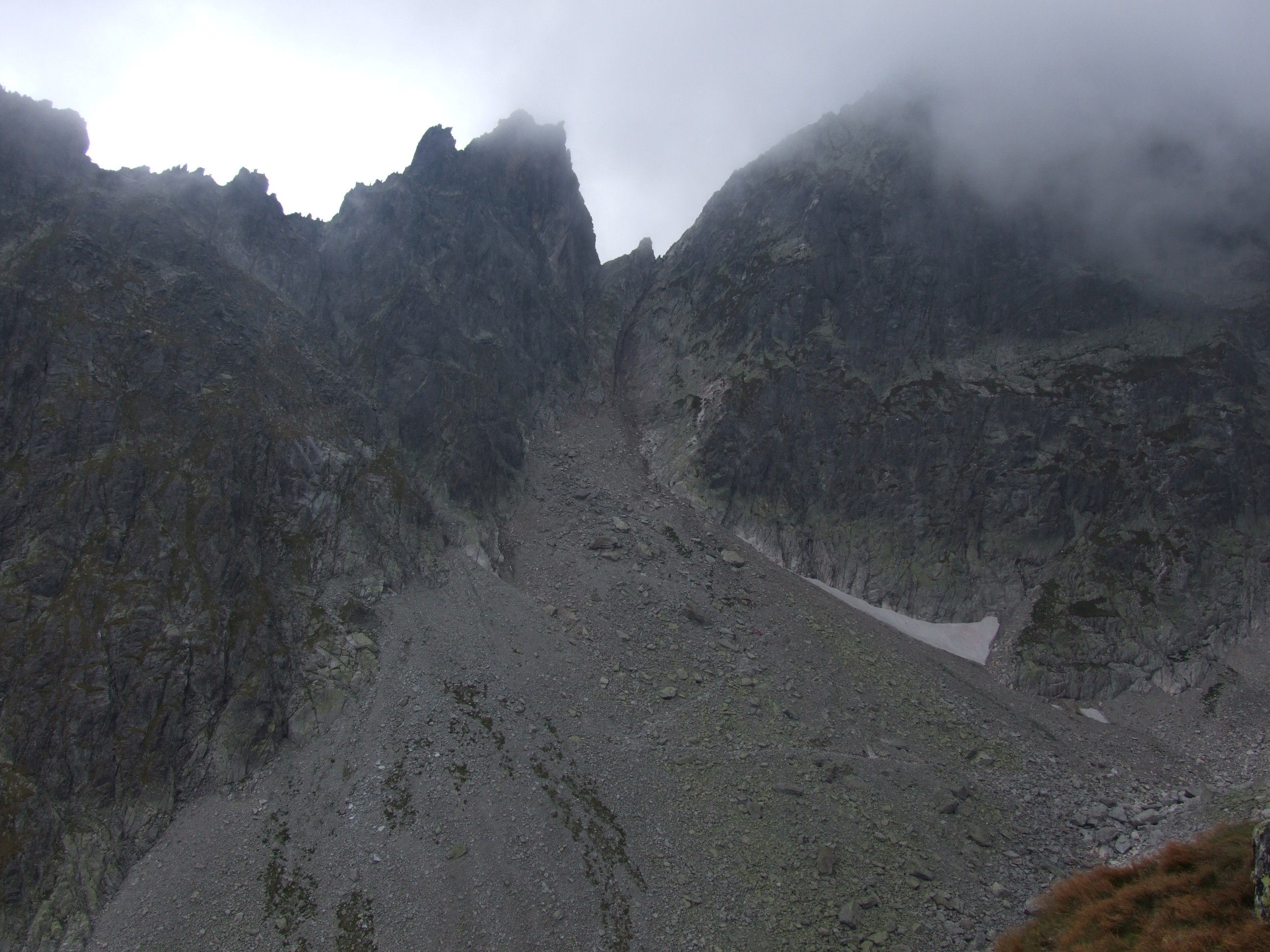
Widok na Zwalistą Turniczkę z Doliny Staroleśnej